# 戸田正純
戸田 正純（とだ まさずみ、承応元年（1652年） - 正徳6年閏2月27日（1716年4月19日））は、江戸時代前期の大垣藩戸田家の家臣。父は戸田正俊。兄弟は戸田俊晴、間宮信等室。子は戸田正智。通称は権左衛門、幼名は市之助。

## 略歴
承応元年（1652年）、大垣藩家老・戸田正俊の子として大垣に生まれる。生家の戸田家は本姓を間宮といい、旗本間宮広綱と戸田一西の娘の四男・正家が戸田家に仕え、藩主戸田氏鉄の三女を娶り、戸田姓を与えられた。その長男・正俊が正純の父である。
寛文10年（1670年）、父の死去により家督を相続し家老上座となる。元禄14年（1701年）、赤穂城明渡しの使者を務める。元禄15年（1702年）、大垣城代となり禄2000石となる。
正徳6年（1716年）閏2月27日死去。享年65。家督は嫡男の正智が相続した。